# Мамука Горгодзе
Мамука Горгодзе (енгл. Mamuka Gorgodze; 14. јул 1984) је професионални рагбиста, капитен репрезентације Грузије и играч Тулона.

## Биографија
Висок 196 цм, тежак 118 кг, Горгодзе је у каријери играо за екипе Лело и Монпеље (рагби јунион) пре него што је прешао у Рагби клуб Тулон. За репрезентацију Грузије Горгодзе је одиграо 64 тест мечева и постигао 25 есеја.